# Kräkreflex

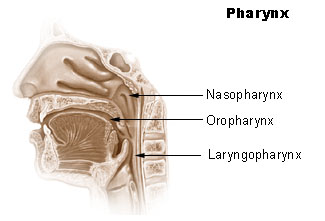
De centrala delarna för reflexen

Kräkreflex är en ofrivillig reflexhandling med en sammandragning av svalgmuskulaturen och en höjning av den mjuka gommen. Denna reflex kan framkallas genom beröring av den bakre svalgväggen, området runt tonsillerna eller tungans bas. Reflexen, som kan ses som en form av hostning, antas ha sitt evolutionära ursprung som ett sätt att förhindra att man sväljer främmande föremål som kan förorsaka kvävning. Ordet kräkreflex syftar på den ofriviliga reflexhandlingen, medan ordet kväljning är relaterat till en obehagskänsla som kan utlösa en kräkning.

## Betydelse och förekomst
Kräkreflexen är en nödvändig reflex hos individen och del av det autonoma nervsystemet som individen inte kan styra med viljan. Syftet med kräkreflexen är att minska risken för kvävning genom främmande föremål som kan stänga svalget och den fria andningen.
Reflexen åtföljs av kväljningar. Dessa är obehagskänslor som ofta kan framkalla en magtömning genom kräkning. Uppskattningsvis 15 procent av Sveriges befolkning är påverkad av matöverkänslighet av något slag, inklusive allergi, celiaki (glutenintoledrans) och laktosintolerans, och för dessa fungerar magtömningen som ett avlägsnande av mat som kroppen inte tål.
Kväljningar åtföljs ibland av ökad salivavsöndring, tårbildning, svettning eller yrselkänsla. Hos vissa människor kan detta även leda till en panikattack.

### Variation
Olika människor är mer eller mindre känsliga, och vissa saknar helt och hållet denna reflex. Vid en brittisk undersökning 1995 visade sig 37 procent av de undersökta helt sakna en kräkreflex, och bland människor som är eller varit rökare kan andelen vara ännu högre. Brist på kräkreflex kan även vara ett symptom på nervskada i hjärnan eller rentav hjärndöd. Frånvaron av kräkreflex kan innebära avsevärda hälsorisker, i likhet med andra typer av sinneshämningar (jämför förlust av smak, lukt, syn eller hörsel).
Vissa människor – enligt en studie mellan 10 och 15 procent av befolkningen – har tvärtom en överkänslig kräkreflex (engelska: hypersensitive gag reflex, HGR). Dessa människor kan ofta få kväljningar av att äta tjockflytande eller klibbig mat som tenderar att fastna i munnen, med banan och potatismos som exempel. Kräkreflexen kan även triggas av åksjuka.
Under ett barns första månader triggas kräkreflexen av all typ av mat som nucleus tractus solitarius (del av hjärnstammen) uppfattar som för stor eller för fast för spädbarnet att inmundiga. Denna känslighet minskar efter cirka sex–sju månaders ålder och därefter kan barnet lättare äta fast föda.

## Triggande eller undertryckande
Hos vissa människor kan bara tanken på obehagliga händelser, fenomen eller upplevelser trigga kräkreflexen och förorsaka kväljningar (med efterföljande kräkning). Många människor kan bli illamående vid upplevelsen av chockartade händelser.
Känsligheten för kväljningar kan minskas eller kontrolleras genom flera olika metoder. Bland annat kan den ofta kontrolleras genom att knyta ens ena hand med tummen inuti, alternativt placera ens hand eller händer på solarplexus eller djupandas från mellangärdet. Spänning mot eller av mellangärdet kan även för vissa personer avhjälpa eller minska hosta eller hicka. Tester har gjorts på tandläkarkliniker, där redskap för tryckande med handen dämpat försökspersonernas kräkreflex. Alternativt kan avledande tankar dämpa reflexen.
Svärdslukare har nytta av att kunna undertrycka kräkreflexen för att lyckas genomföra sina övningar. Detta förutsätter upprepad träning, med tunga, nacke och svalg i vissa positioner och efter en djup inandning.
En annan situation där kontroll av kräkreflexen kan vara positiv är i samband med fellatio eller irrumatio. Vissa uppskattar känslan av att bli helt uppfylld i mun och svalg av en penis eller dildo, men det förutsätter att kräkreflexen kan kontrolleras (om syftet inte är kräkning, exempelvis kopplat till emetofili). I samband med deep throat-övningar och annan ihållande stimulering av svalget sker ofta en ymnig utsöndring av en mer trögflytande form av saliv, vilket ger en mer visuell upplevelse på film och kan fungera som glidmedel i samband med intensiv fellatio. Ett överskott av (trögflytande) saliv kan dock leda till kvävningsrisk, genom att man får ner saliven i andningsapparaten.